# Theta Phoenicis
Theta Phoenicis (θ Phoenicis) é uma estrela dupla na constelação de Phoenix. Com uma magnitude aparente combinada de 6,09, é formada por duas estrelas brancas similares de magnitudes 6,5 e 7,3, separadas por 3,8 segundos de arco no céu. Sua natureza dupla foi registrada pela primeira vez por John Herschel em 1835. A estrela primária é classificada como de classe espectral A7 ou A8, enquanto a secundária parece ser um pouco mais fria, possivelmente de classe F. A partir de medições de paralaxe independentes para cada estrela, o par parece estar localizado aproximadamente à mesma distância da Terra, cerca de 280–300 anos-luz (90 parsecs), e também possui movimento próprio semelhante.
Conforme notado no Bright Star Catalogue, houve confusão entre vários catálogos sobre qual estrela tinha sido originalmente designada θ Phoenicis, se era HR 8966 ou HR 8959. A identificação como HR 8966 prevaleceu, e atualmente os dois componentes são também chamados de θ1 e θ2 Phoenicis.